# Col Bagargui
Der Col Bagargui (auch Col d’Iraty, baskisch Bagargi, auch: Bagargiak im lokalen baskischen Dialekt von Zuberoa) ist ein 1327 Meter hoher Bergpass in den westlichen Pyrenäen. Er bildet den Übergang zwischen den ehemaligen Provinzen Soule und Nieder-Navarra im französischen Baskenland. Der Name „Bagargiak“ bedeutet „Helle Buchen“ und verweist damit auf den Wald von Iraty. 

## Streckenführung
Von Saint-Jean-Pied-de-Port im Westen führen zwei Strecken zum Col Bagargui: Die als Hauptstrecke anzusehende D 18 führt nördlich über Mendive und den 1135 m hohen Col de Burdincurutcheta, weiter südlich kommt die D 301 über Estérençuby und die Pässe Col d’Arthaburu (1150 m) und Col de Sourzay (1140 m). Beide Routen treffen sich an dem kleinen Stausee von Iraty. Die gemeinsame Straße D 19  überwindet dann noch gut 320 Höhenmeter auf einer Länge von 7 km. An der Passhöhe, die auf dem Schild als Col d’Iraty bezeichnet wird, befindet sich die Feriensiedlung Les Chalets d’Iraty sowie ein Restaurant mit Aussichtsterrasse. Wesentlich anspruchsvoller ist die von Larrau kommende Ostrampe. Sie folgt zunächst knapp 5 km dem engen Tal eines Baches, um dann abrupt anzusteigen. Auf 6 km Länge überwindet sie dann fast 600 Höhenmeter, lediglich die letzten 1,5 km sind dann wieder etwas flacher. Der steilste Kilometer besitzt eine durchschnittliche Steigung von beeindruckenden 11,5 %.

## Tour de France
Der Col Bagargui stand bisher dreimal auf dem Programm der Tour de France. 1986 und 1987 wurde er jeweils von der Westseite befahren und war damit lediglich ein Anstieg der zweiten Kategorie. Erster Fahrer am Gipfel war der Franzose Ronan Pensec, später Sechster der Gesamtwertung. Die Tour de France 2003 befuhr erstmals die Ostrampe als Bergwertung der Ersten Kategorie. Erster auf der Passhöhe war der Amerikaner Tyler Hamilton, der anschließend in Bayonne auch Sieger der 16. Etappe wurde. 

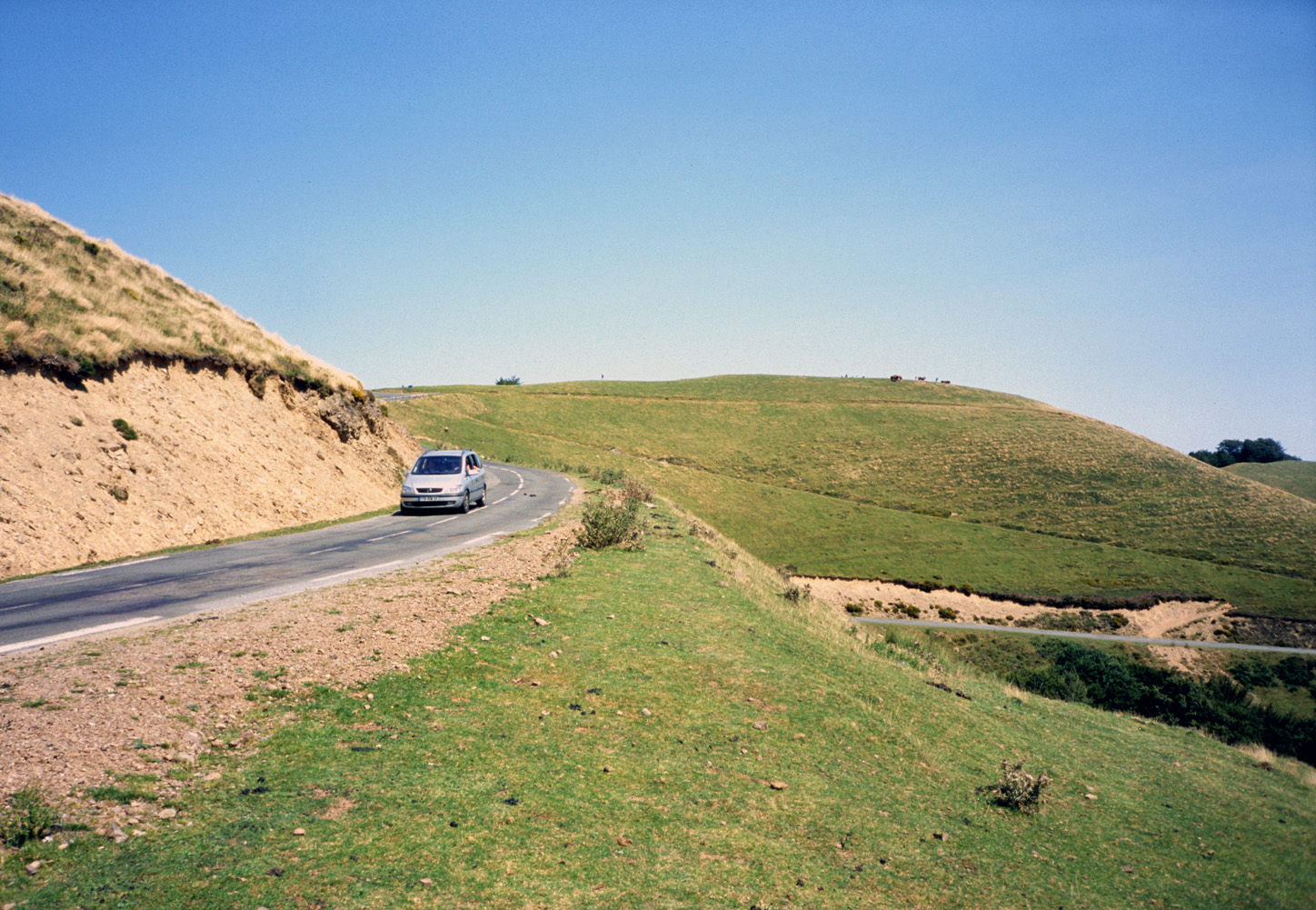
Ostrampe kurz vor der Passhöhe
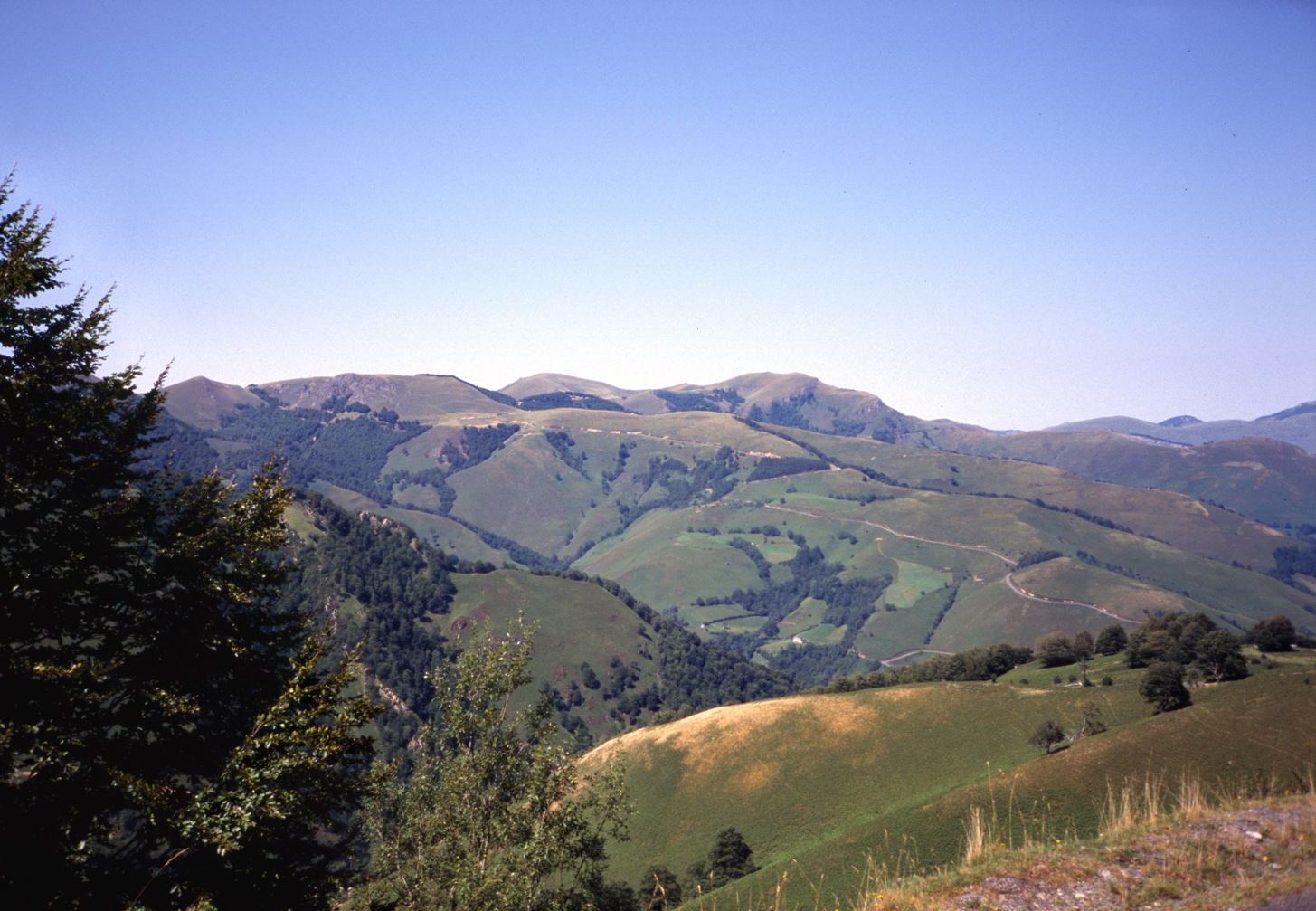
Blick auf die Ostrampe von der Straße zum Port de Larrau